# Summerside (Prince Edward Island)

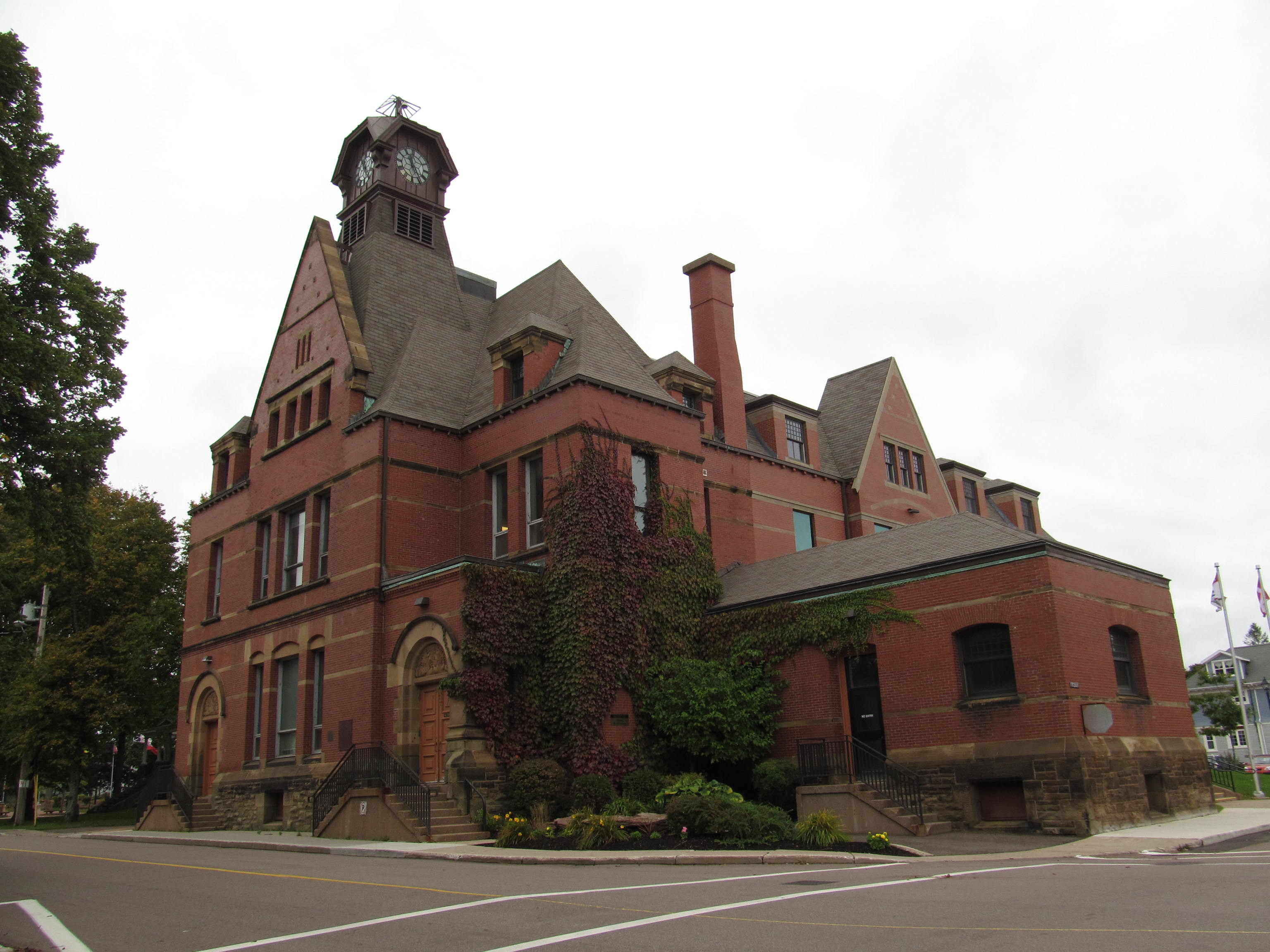
Gemeentehuis van Summerside

Summerside is een stad (city) in de Canadese provincie Prince Edward Island en telt 16.488 inwoners (2011). De oppervlakte bedraagt 91,85 km² (gegevens betreffen de stad plus omgeving).
Summerside is de op een na grootste stad van de provincie en ligt in het westelijk deel van Prince Edward Island.

## Geboren
- Heather Moyse (1978), meervoudig olympisch kampioene bobsleeën